# Tjurshultagölen
Tjurshultagölen är en sjö i Jönköpings kommun i Småland och ingår i Motala ströms huvudavrinningsområde. Sjöns area är 0,015 kvadratkilometer och den befinner sig 278,5 meter över havet.